# ASmallWorld
aSmallWorld (traduzindo: Um pequeno mundo) é uma rede social que aceita, somente, pessoas ricas, famosas e/ou influentes, a chamada "High-society da net". A rede recusa, diariamente, novos membros e explusa outros, que não seguem o "manual de boas maneiras" do site.

## Regras
Algumas regras da rede social:
São proibidos:
- Profiles falsos
- "Fuxicar" a vida das outras pessoas
- Falsas informações
- Conversar com famosos
- Etc.

## Famosos
Alguns famosos na rede social
- Naomi Campbell
- Paris Hilton
- Quentin Tarantino
- James Blunt
- Etc.